# Kerkorgel

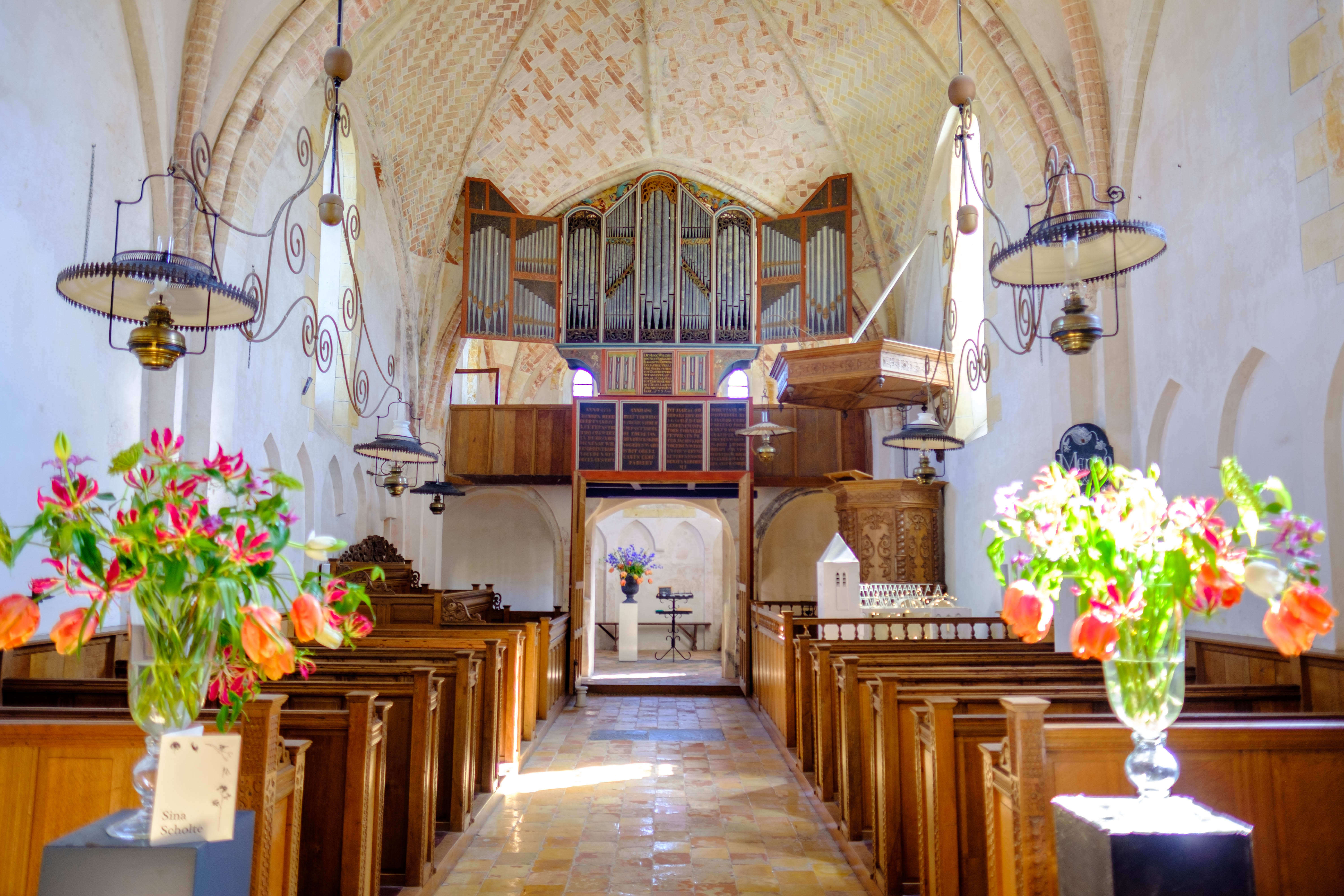
Orgel van de Mariakerk in Krewerd, een van de oudste kerkorgels in Nederland

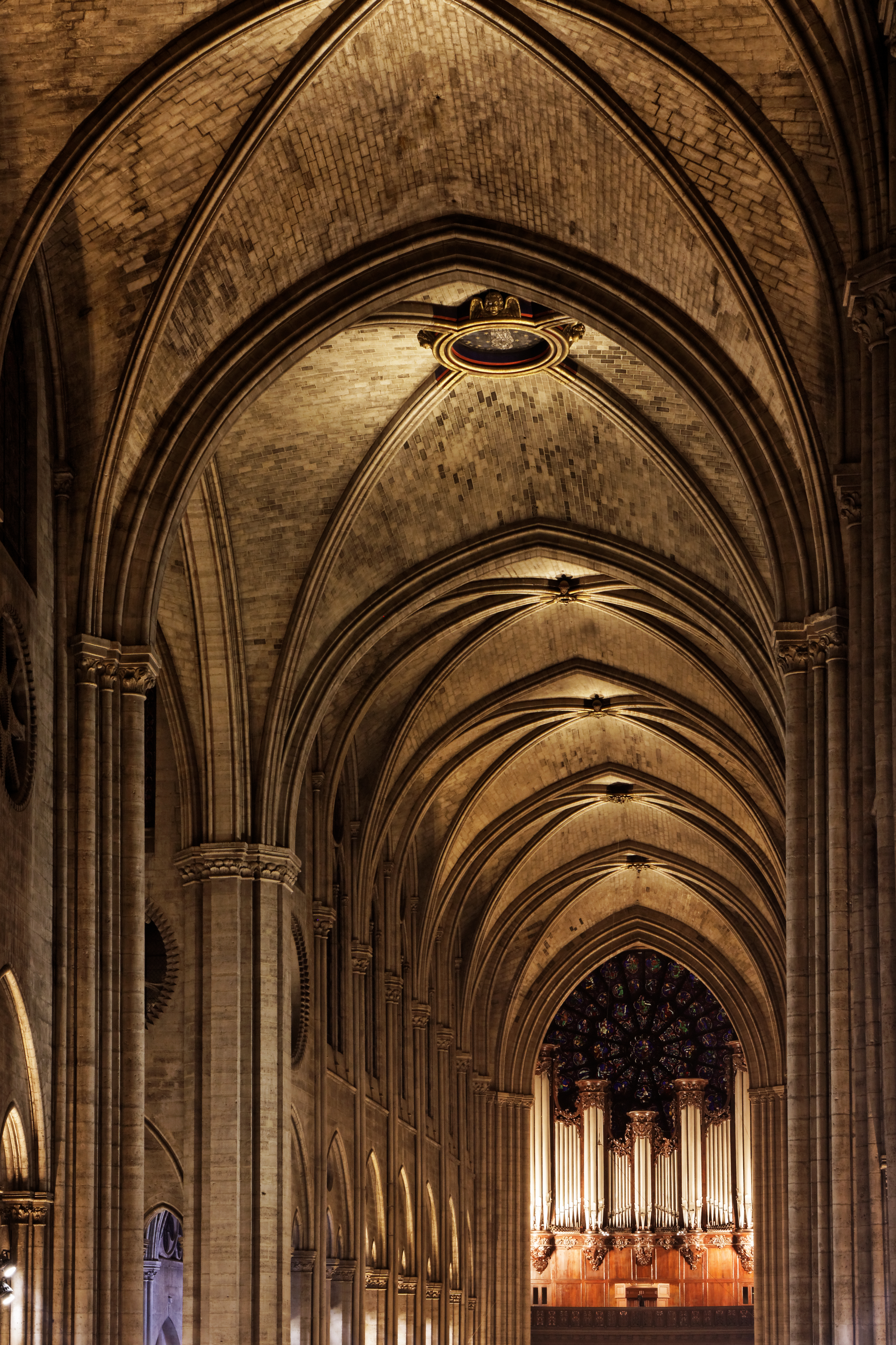
Hoofdorgel van de Notre-Dame van Parijs

Een kerkorgel is een orgel, doorgaans een pijporgel, dat zich in een kerkgebouw bevindt, met als voornaamste doel het muzikaal begeleiden van kerkdiensten.

## Gebruik

### Geschiedenis
In grote delen van de kerkgeschiedenis was instrumentale muziek tijdens de kerkdienst verboden. De instrumenten waren namelijk een te pijnlijke herinnering aan de vervolging van christenen in het Romeinse circus, waar het geluid van een trompet of orgel te horen was. Aan het eind van de achtste eeuw, vond het orgel langzaam zijn weg naar de kerken. Ze werden oorspronkelijk niet gebruikt als begeleidingsinstrument, maar om op geëigende plekken in de liturgie muziekstukken te laten horen. Met name in de zestiende- en zeventiende-eeuwse Nederlanden werd het kerkorgel zelfs überhaupt niet gebruikt tijdens kerkdiensten of Heilige Missen, maar alleen voor concerten, en ter opluistering van seculiere evenementen. De reformatoren Huldrych Zwingli en Johannes Calvijn waren bepaald niet enthousiast over het orgelspel tijdens de dienst. In Genève werd het orgel in 1536 zelfs uit de kerk gesloopt. In Nederland wilde de Nationale Synode van 1578 te Dordrecht dat de orgels uit de kerken zouden worden gesloopt. Gisbertus Voetius was een groot tegenstander van het orgel; hij vond dat het tot de joodse en roomse gebruiken behoorde en dat muziekinstrumenten te veel afleidden van de inhoud.
Dat veel orgels niet gesloopt werden, wordt verklaard doordat het orgel in de belangrijkste kerk(en) vaak het eigendom was van het stadsbestuur, en de organist in dienst was van de wereldlijke overheid. Aan kerkorgels werd al in de 17e eeuw ook een sociale status toegekend, waarmee steden elkaar probeerden te overtroeven. Toch werd de voornaamste taak van het kerkorgel het begeleiden van de volkszang, allereerst in de protestantse kerken, en later ook in de meeste Rooms-katholieke kerken. Hoofddoel werd het begeleiden van menselijke stemmen (een koor of solist) en het kerkorgel werd dan ook voor deze taak uitgerust.

### Kerkorgeltypes
De meeste kerkorgels zijn pijporgels. Grotere kerken hebben vaak meerdere orgels. Naast het hoofdorgel staat er dan vaak ook een koororgel en soms ook nog een kistorgel. In de Evangelische kerken (lidkerken van de Gemeenschap van Protestantse Kerken in Europa) staat soms een altaarorgel.

## Techniek

### Pijporgel
Het orgel is een blaasinstrument. Dat betekent dat het geluid in een pijporgel wordt voortgebracht doordat er geperste lucht (in vakkringen ‘wind’ genoemd) door een (aantal) pijp(en) wordt geblazen. Het lijkt qua principe dus erg op een blokfluit, behalve dat de windvoorziening mechanisch of elektrisch tot stand komt. Het soort geluid, de klankkleur, hangt af van de wijze van klankopwekking, de vorm van de pijp en het materiaal waar de pijp van gemaakt is. Wanneer een fluitist van toonhoogte wil veranderen sluit hij één of meerdere gaatjes. Eigenlijk verandert hij daarmee voortdurend de lengte van de trillende luchtkolom in de fluit (zodat men verschillende toonhoogtes hoort). Bij een orgelpijp is dit niet mogelijk. Voor iedere toonhoogte moet dus een pijp met een andere lengte worden aangeblazen (vergelijk de panfluit). Heeft een toetsenbord (klavier) 51 toetsen, dan moet elk register ook 51 pijpen hebben. Deze pijpen worden van hout (eik dan wel den) of metaal (lood dan wel tin) gemaakt.

### Nieuwe techniek
Al sinds de jaren zestig worden pijporgels via elektronische weg nagebootst. Ook in kerken heeft die techniek ingang gevonden. Daarbij wordt de klank via een digitale techniek verkregen, namelijk door sampling. De klank is dan redelijk natuurgetrouw. Een andere techniek die gebruikt wordt om een pijporgel na te bootsen wordt acoustic modelling genoemd. Eigenlijk vallen dit soort digitale orgels onder de synthesizers.

## Galerij

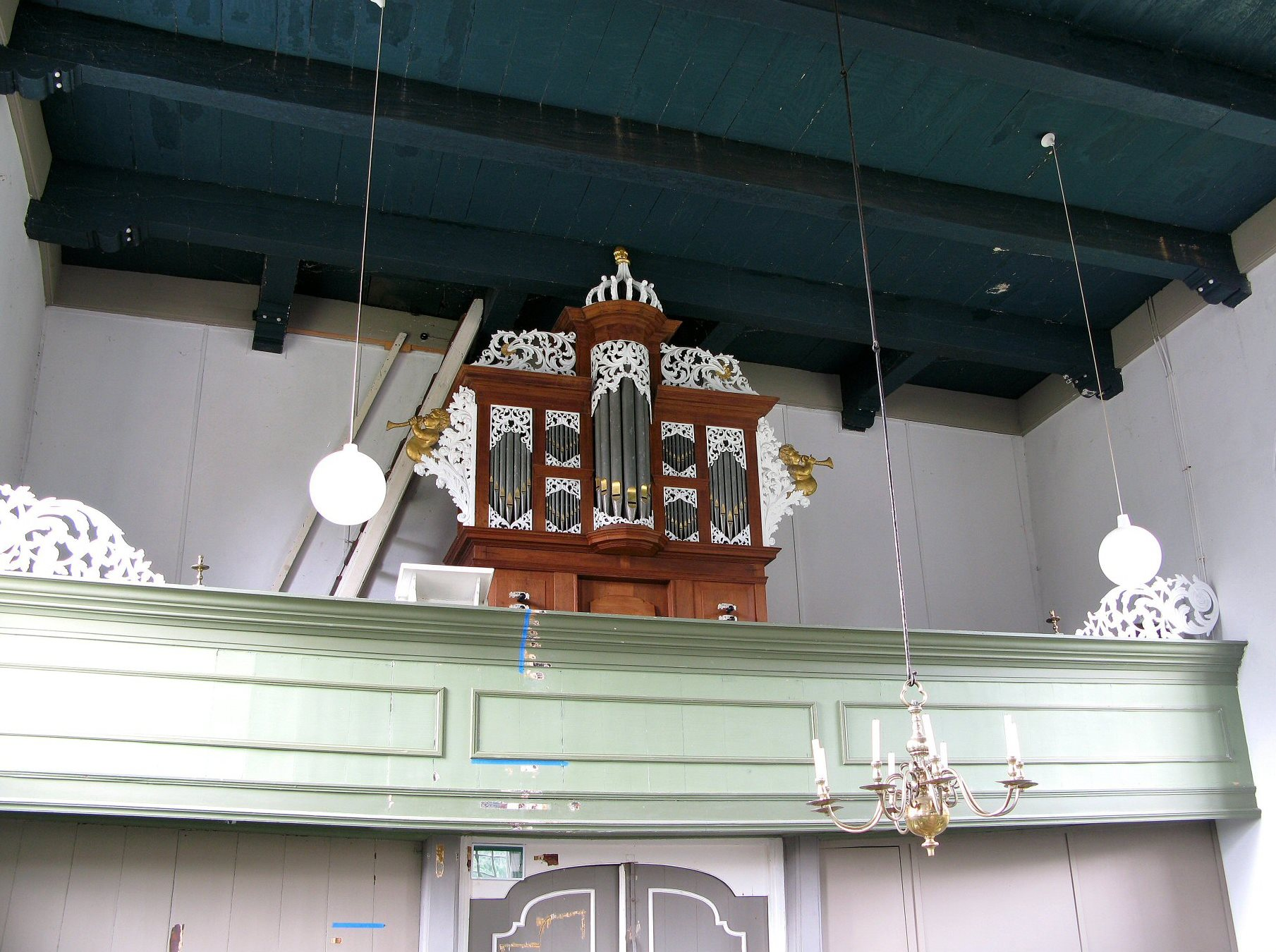
Arp Schnitger-orgel uit 1661, Hervormde kerk (Nieuw-Scheemda)
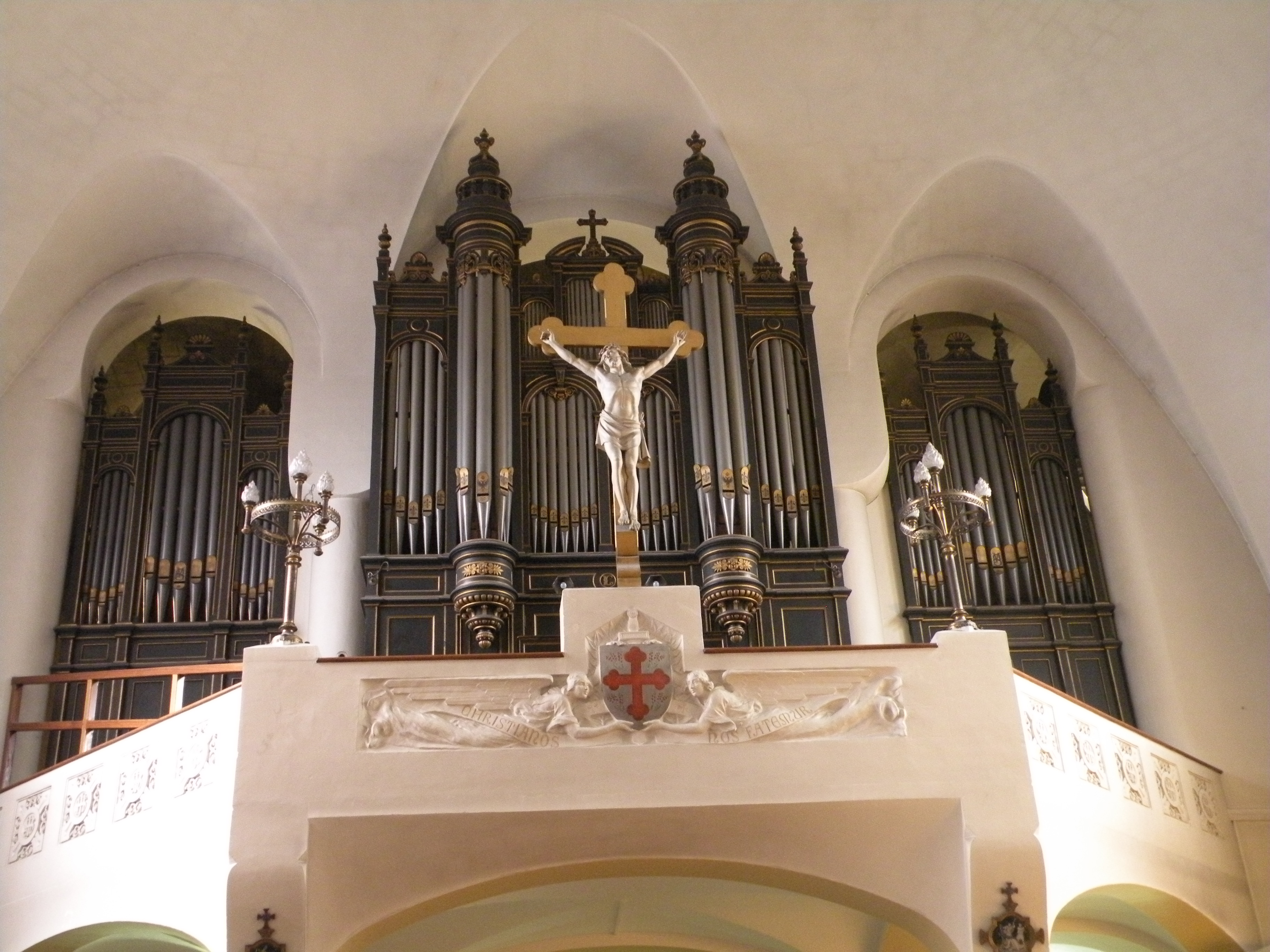
Kerkorgel van Aristide Cavaillé-Coll in de Église Saint-Maurice de Bécon in Courbevoie
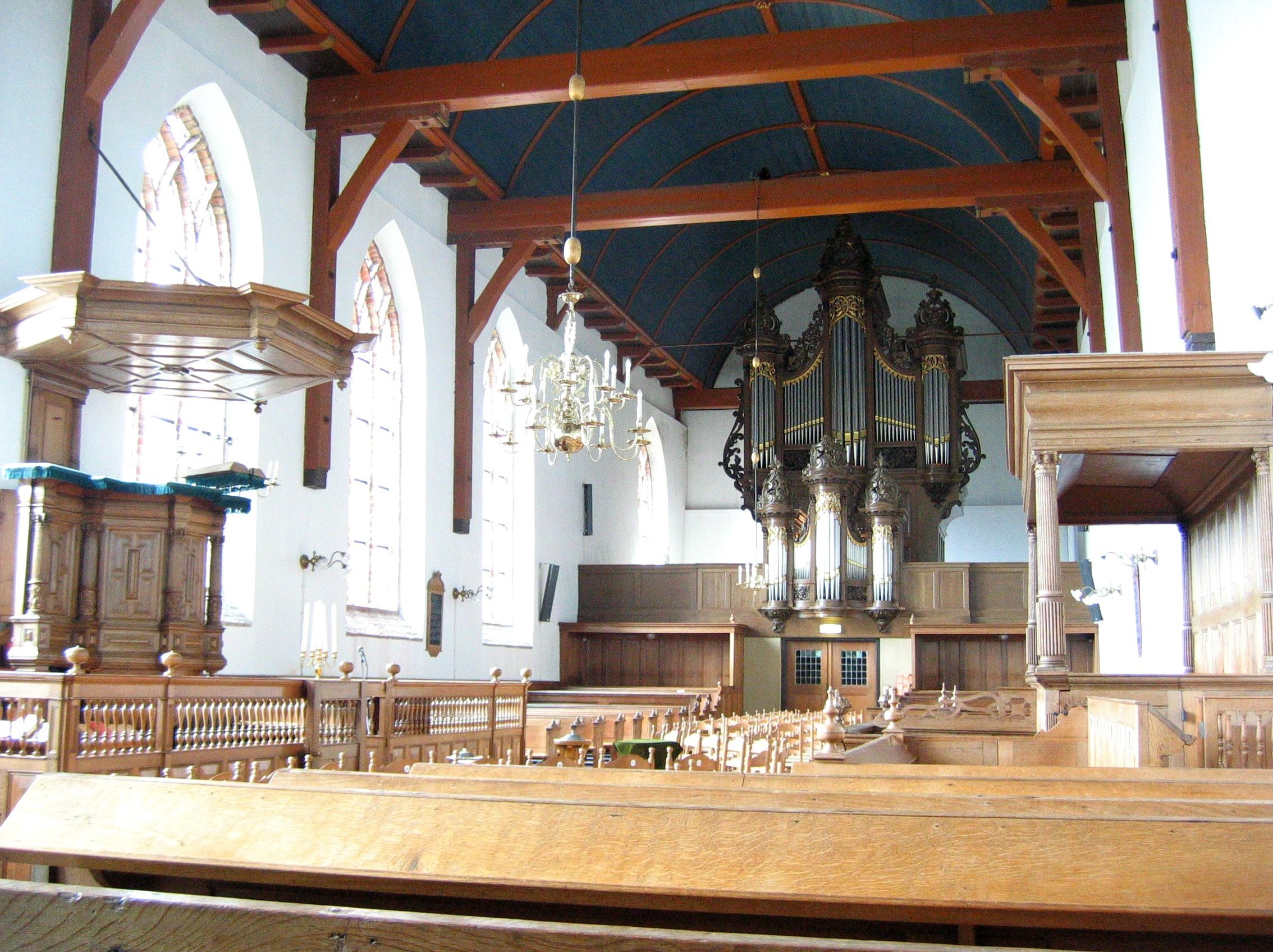
Schnitger-Adema-kerkorgel in de Sint-Martinuskerk (Ferwerd)
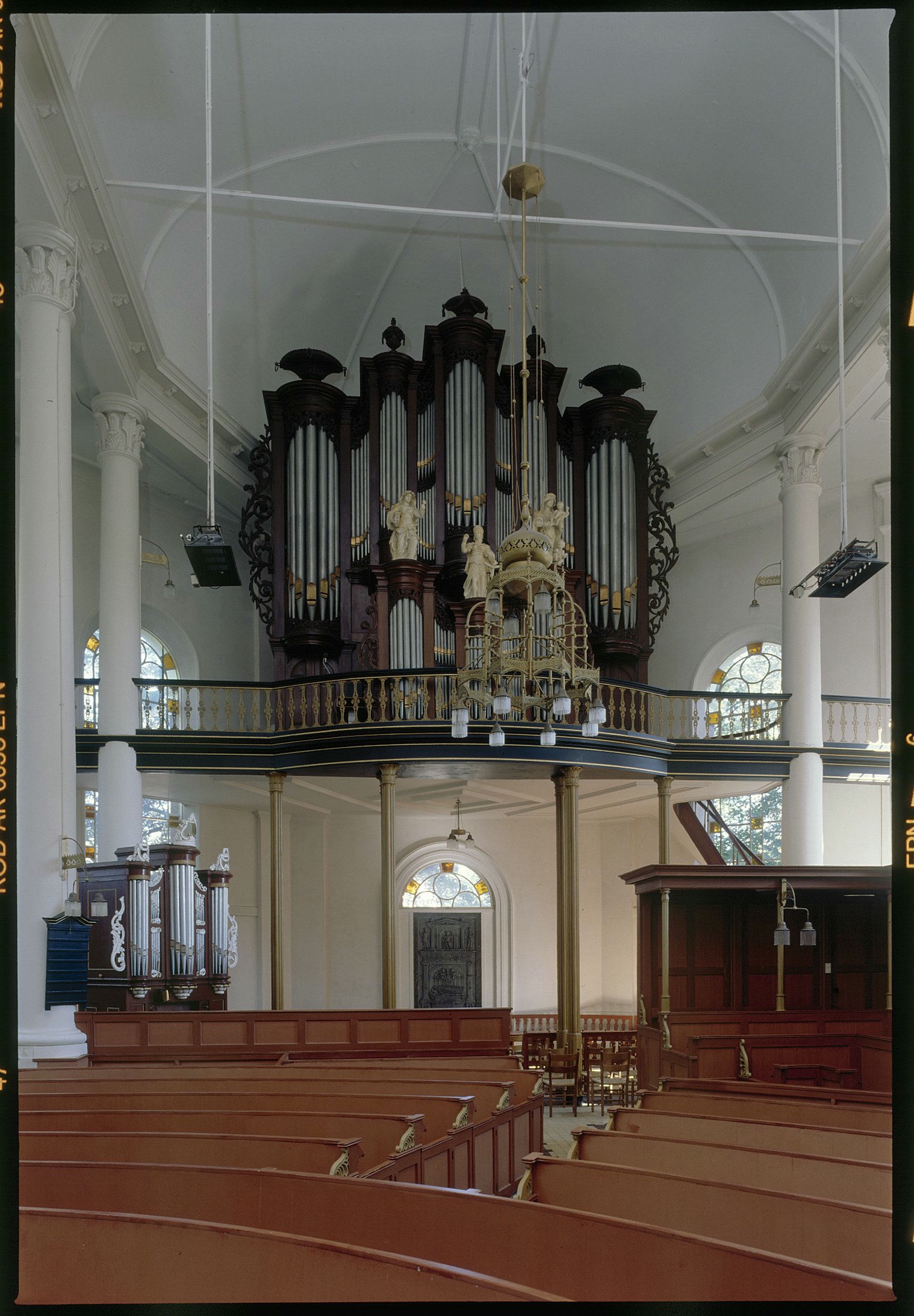
Lohman-hoofdorgel en Meijer-koororgel in de kerk van Farmsum
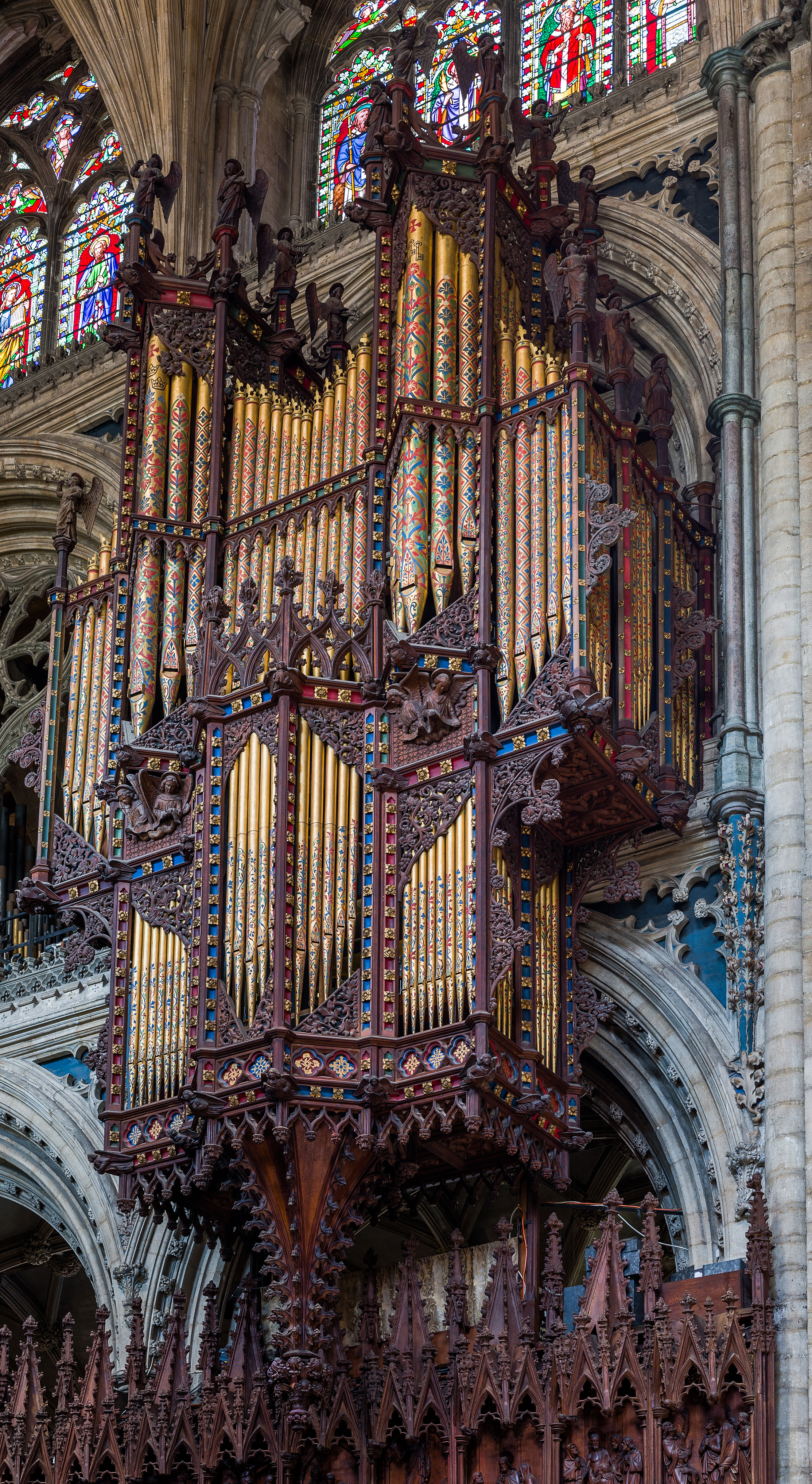
Orgel van de kathedraal van Ely
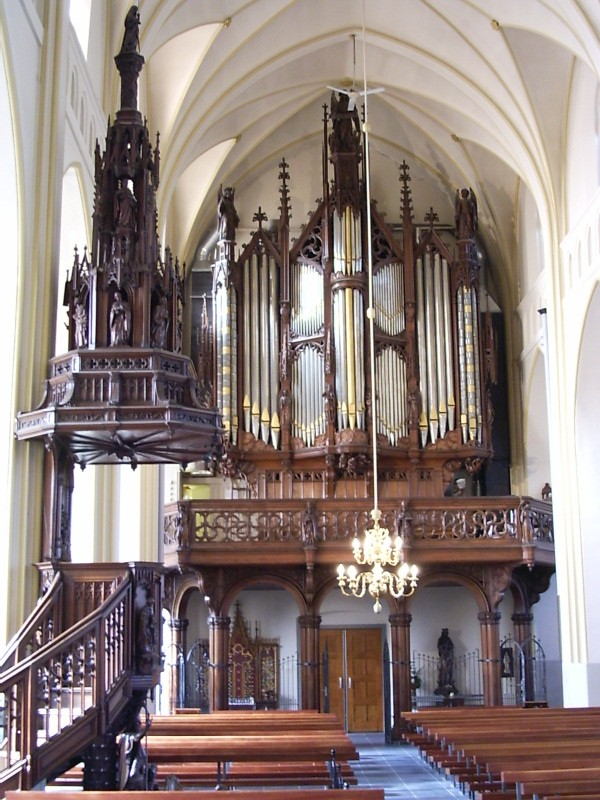
Kerkorgel van F.C. Smits in de Sint-Servatiuskerk (Schijndel)
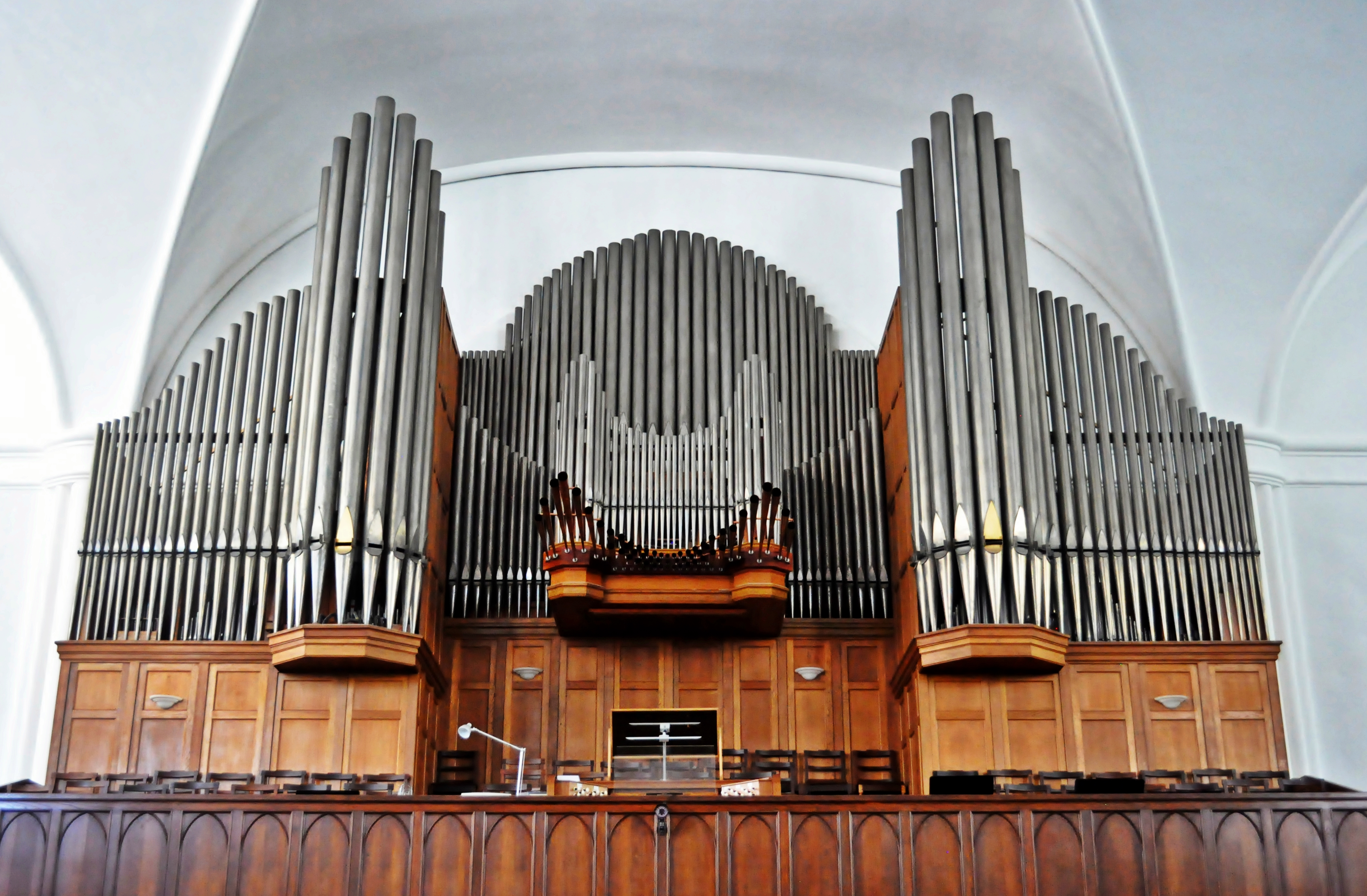
Het Pels-orgel uit 1956 in de Groote Kerk (Kaapstad)
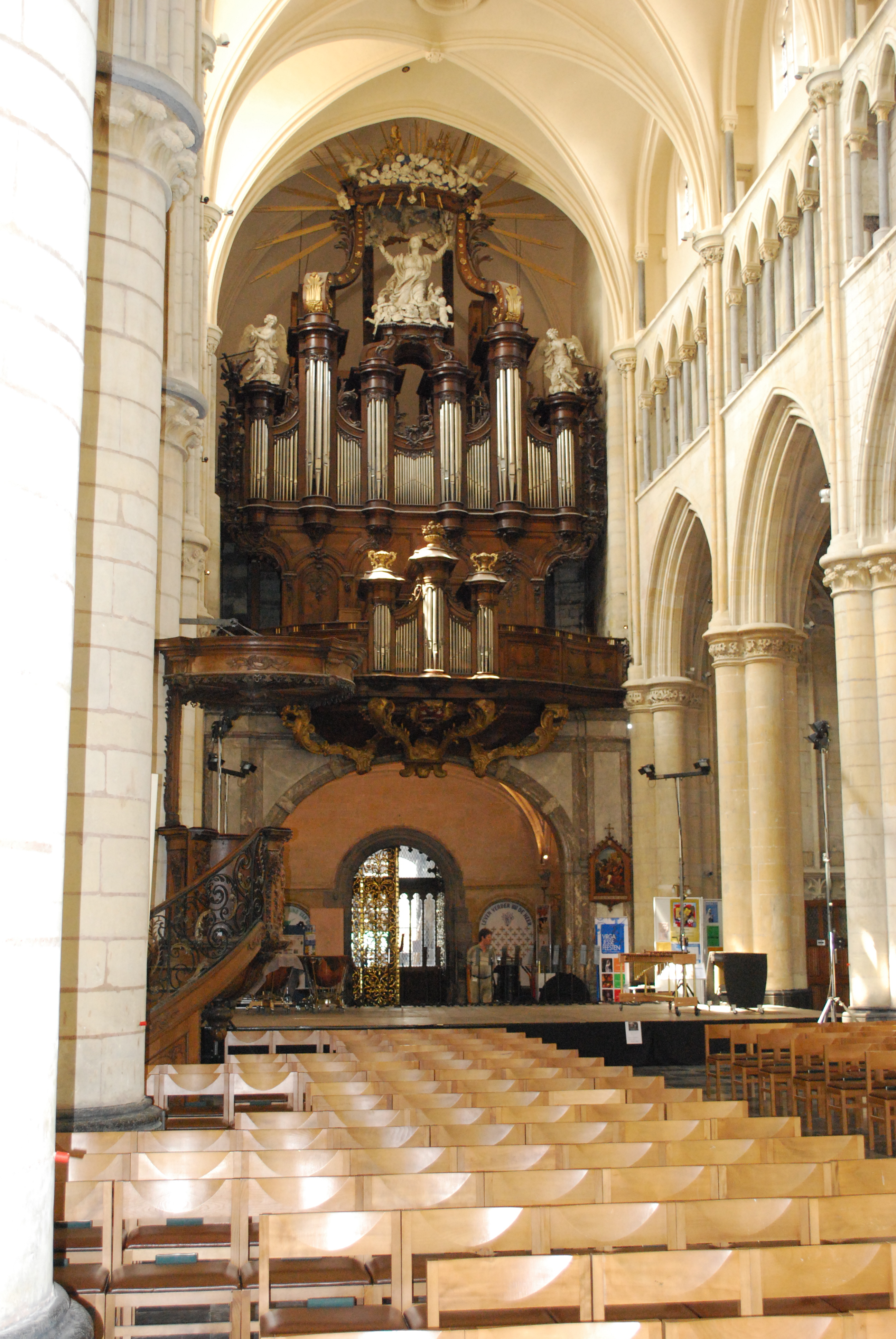
Kerkorgel van Jean-Baptiste Le Picard in de Onze-Lieve-Vrouwebasiliek (Tongeren)
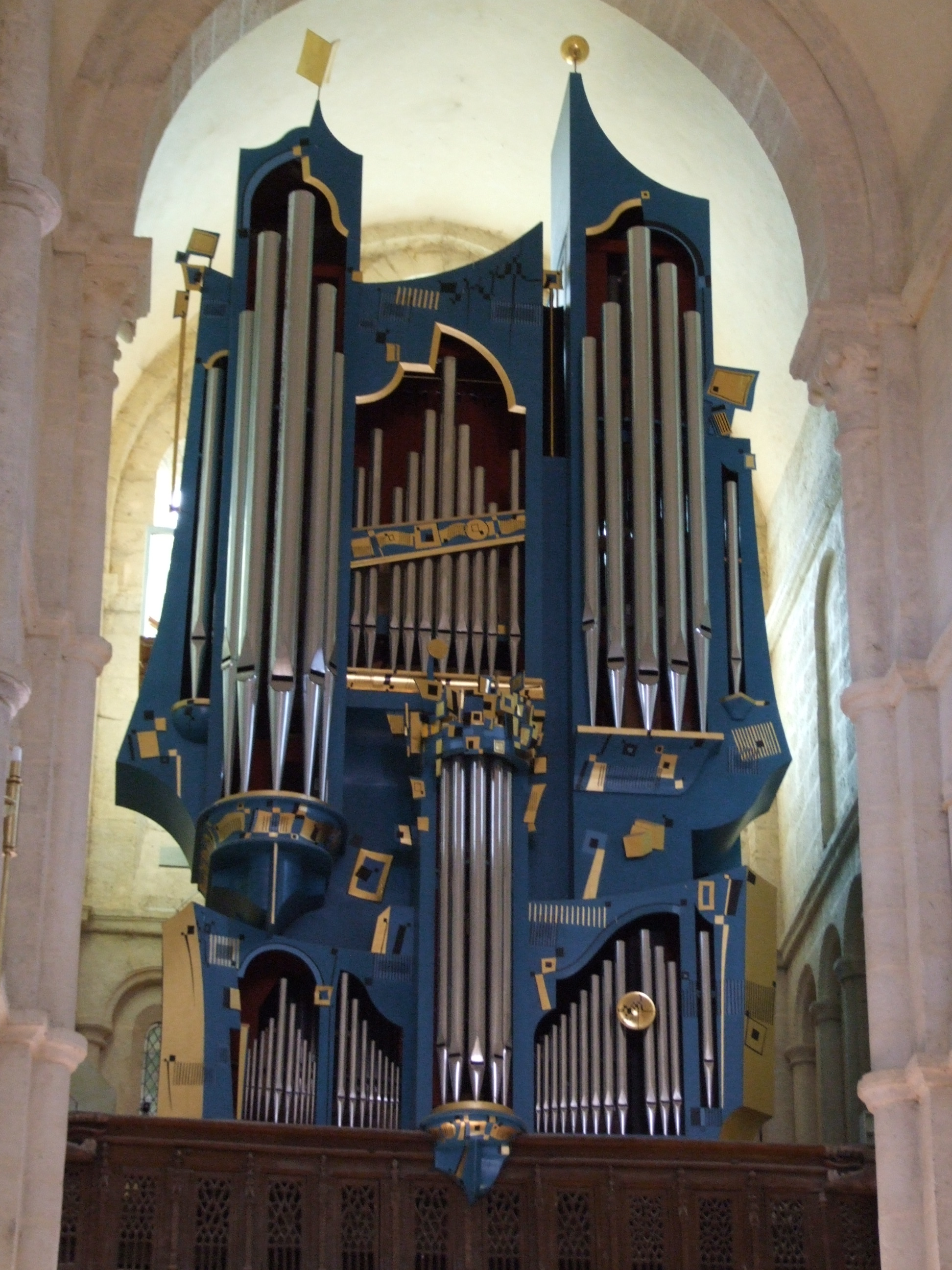
Kerkorgel in de Basilique Saint-Andoche in Saulieu in Bourgondië
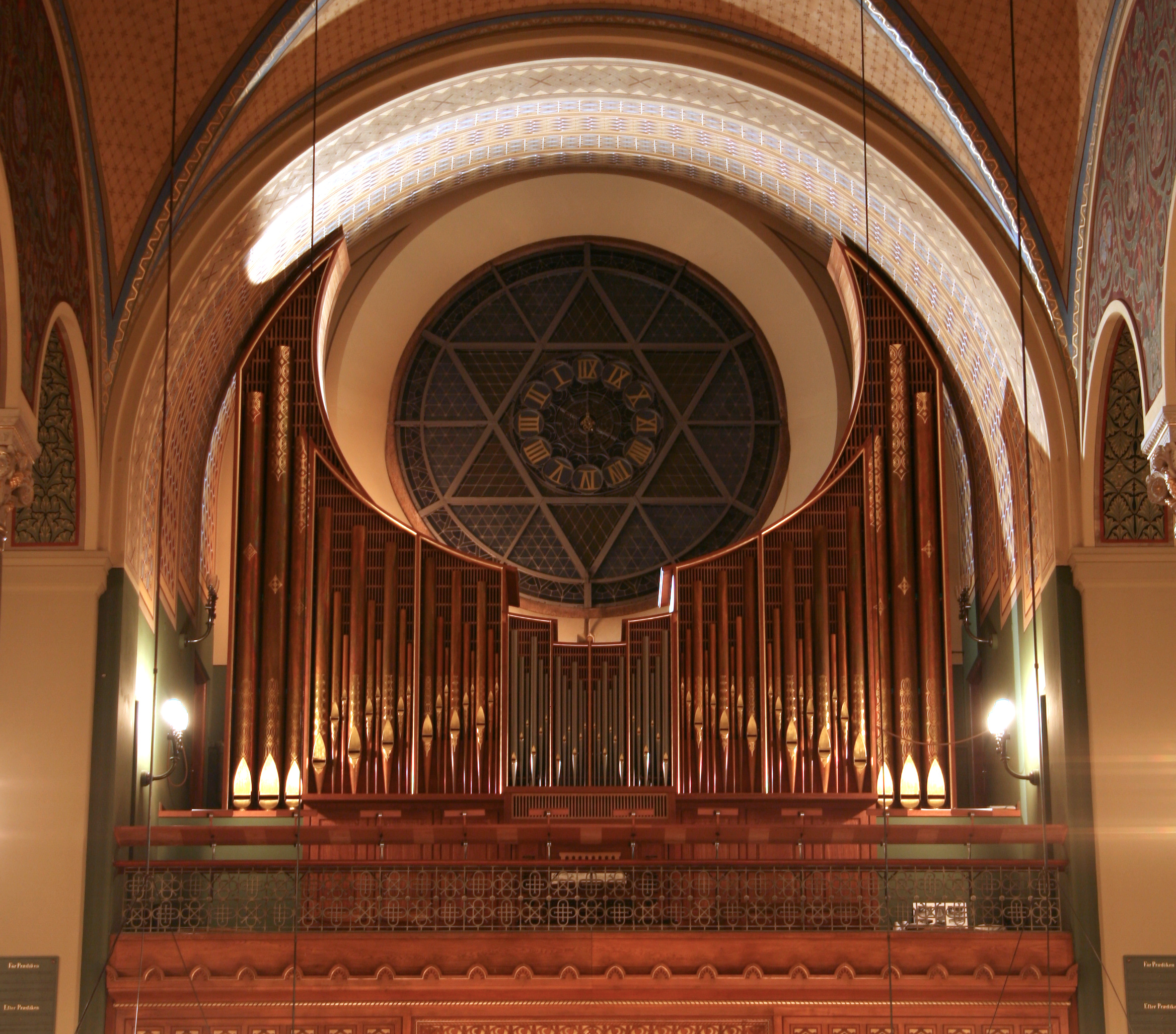
Jensen & Thomsen-orgel, Jezuskerk (Kopenhagen), Valby
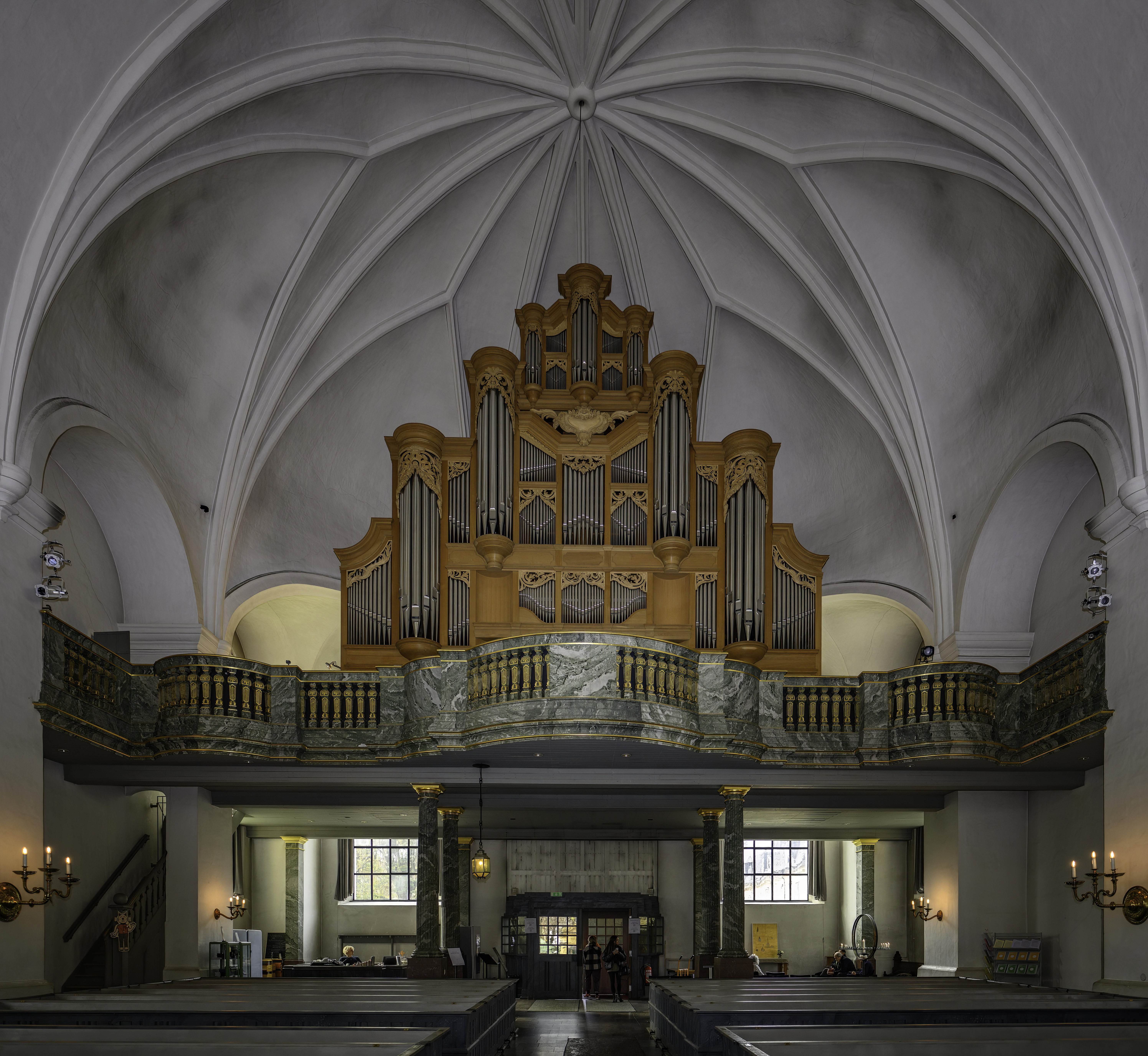
Van den Heuvel-orgel uit 2000, Katarinakerk, Stockholm